# 黃季陸

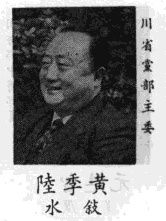

黃季陸（1899年3月2日—1985年4月24日），四川省叙永厅（今四川省敘永縣）人，名陸，学名学典，字季陸，以字行。中華民國政治人物、學者、教育家。

## 生平

### 海外留学
黃季陸生于大清四川省叙永厅，堂兄黄方是革命派，黄季陸本人小時候亦为革命思想傾倒。幼年在成都強國高等小學讀書，在四川保路運動中，曾組織小學生保路同志會，擔任會長。1913年（民国2年），赴上海，经同族的黄復生介绍，见到孫文（孫中山）。
參與革命活動之余，黄季陸在1914年（民国3年）的夏天，入上海的南洋公学学习。
1915年（民国4年）12月護国战争爆发，當時虛歲17歲的黄季陸便参加護国軍，为了躲避北洋政府的追缉，而逃入復旦公学中学部学习。1917年（民国6年）的夏天，自中学部毕业，奉孫文之命返回四川省，投奔川軍指揮官熊克武。但熊克武逐渐疏離孫文，黄季陸乃离开熊克武部。
1918年（民国7年），黄季陸赴日本留学，入慶應義塾大学。1919年5月，正值中国五四运动时期，黄季陸因参加反北京政府的游行，遭到日本警察逮捕，拘留1天后释放。反感日本的黄季陸自慶應大学中途退学，赴美国。1921年（民国10年）春，入加利福尼亚大学，其後转入伊利诺伊卫斯理大学（Illinois Wesleyan University）学习政治学。毕业後，升入俄亥俄州立大学研究生院，获得硕士学位。1922年（民国11年），赴加拿大，在多伦多大学旁听，并任《醒華日報》主筆。

### 国民党右派
1924年（民国13年）1月，中国国民党第一次全国代表大会召开之際，黄季陸作为加拿大支部代表归国，参加大会。大会後，历任广州市党部常務委員兼青年部長、大本营法制委員会副委員長、大元帥府秘書、广東大学（1925年改为中山大学）教授、法政系主任。黄季陸早就表示反共，1924年6月和孫科共同向中国国民党中央党部提出制裁中国共产党提案，遭孫文叱責。
1925年（民国14年）3月，孫文逝世，黄季陸开始反共活動。同年11月，黄季陸在北京参加了中国国民党右派召开的中国国民党一届四中全会，成为西山会議派成員。黄季陸随即赴上海，协助孫科在上海成立西山会議派的中央党部。1926年3月，西山会議派的中国国民党第二次全国代表大会上，黄季陸当选中央執行委員。
1927年（民国16年）1月，黄季陸回四川省，任成都大学教授。同年上海四一二政变，第一次国共合作破裂，黄季陸任四川省清党委員、整理委員、執行委員。1928年，重回广東的中山大学，任广東省党部常務委員兼宣传部長、广州《民国日報》社長。1931年（民国20年）11月，在中国国民党第四次全国代表大会上，当选候補中央執行委員，并任西南政務委員会委員。

### 抗日战争
1935年（民国24年）11月，在中国国民党第五次全国代表大会上，黄季陸当选中央執行委員。应新桂系的李宗仁、白崇禧招聘，赴广西省任抗敌青年軍团政治部主任，负责民众訓練。抗日战争爆发後，赴南京，任国民政府軍事委員会大本营第四部副部長。1938年（民国37年）夏，三民主義青年团成立，黄季陸任中央团部常務幹事兼宣传处处長。其後，历任内政部常務次長、四川省党部主任委員。1943年（民国32年）1月，任四川大学校長，在抗日战争中为该大学的扩充作出了贡献。
1945年（民国34年），黄季陸当选中国国民党第六届中央執行委員。第二次国共内战期间，历任制宪国民大会代表、四川党团統一委員会委員。

### 1949年後
國共內戰後期，1949年黄季陸隨中華民國政府遷往台湾。此後，历任行政院政務委員、中央改造委員会設計委員、内政部部長、考試院考選部部長、教育部部長（1961年出任）、总統府国策顧問、中央設計考核委員会主任委員。晩年，黄季陸从事中国国民党党史編纂事業，任中国国民党党史史料編纂委員会主任委員、国史館館長、中国历史学会理事長。1984年（民国73年）6月，被聘为总统府資政。
任国史馆馆长期间，1984年初，黄季陆在台北表示：“最近着手和研究中国现代史的海外学者积极联系，希望能透过间接方式，将当年流落于大陆的国民政府史料逐一补齐。”1984年4月7日，设在南京市的中国第二历史档案馆副馆长施宣岑对中国新闻社记者发表谈话，邀请黄季陆来中国第二历史档案馆参观和查阅档案。但黄季陆之後便卸任，未有下文。
1985年（民国74年）4月24日，黄季陸病逝，享年85岁。同年5月3日，葬於陽明山第一公墓，身後遺有子黃乃強、黃乃興與女黃乃華、黃乃申四人。

## 榮譽

### 本國
- 二等景星勳章（1963年6月6日[5]）